# Östlicher Weißkehl-Ameisenschlüpfer
Der Weißkehl-Ameisenschlüpfer, auch Östlicher Weißkehl-Ameisenschlüpfer (Myrmotherula brachyura, Syn.: Music[apae] brachyurae), zählt innerhalb der Familie der Ameisenvögel (Thamnophilidae) zur Gattung Myrmotherula.
Die Art kommt im gesamten Amazonasbecken, in den Guyanas und im Südosten des Orinocobeckens vor.
Das Verbreitungsgebiet umfasst tropischen oder subtropischen feuchten Tiefwald, Bruch, ehemalige baumbestandene Lebensräume sowie Terra Firme bis 600, gelegentlich bis 900 m Höhe.
Der lateinische Artzusatz kommt von altgriechisch βραχύς brachýs, deutsch ‚kurz‘ und altgriechisch οὐρά ourá, deutsch ‚Schwanz‘.
Die Art wurde früher als konspezifisch mit dem Westlichen Weißkehl-Ameisenschlüpfer (Myrmotherula ignota) angesehen.

## Merkmale
Der kleine Vogel ist 7 bis 8 cm groß und wiegt zwischen 6 und 8 g mit namensgebend winzigem Schwanz. Das Männchen ist auf Scheitel und Oberseite schwarz mit ausgeprägten weißen, angedeutet gelb tingierten Streifen, schwarzem Hinteraugenstrich, weißen Ohrdecken, weißer Kehle mit schmalem dunklem Backenstreifen und grauer bis gelblich-grauer ungestreifter Unterseite. Die schwarzen Deckflügel haben breite weiße Spitzen. Das Weibchen unterscheidet sich durch einen lehmbraunen Kopf und eine gelblich-braune Brust.
Die Art ist monotypisch.

## Stimme
Der Gesang wird als scharfer, schneller werdender Triller oder als unzählbare Folge kurzer Laute über etwa 2 Sekunden beschrieben, zunächst ansteigend, dann abfallend.

## Lebensweise
Die Nahrung besteht aus einer Vielzahl kleiner Insekten und Spinnentieren, die allein, zusammen mit dem Partner oder in Familien, gern auch in gemischten Jagdgemeinschaften in 8 bis 25 m Höhe gejagt wird. Der Vogel ist leichter am Waldrand zu entdecken. Jagt er zusammen mit dem Gelbstreifen-Ameisenschlüpfer (Myrmotherula sclateri), hält er sich meist in etwas geringerer Höhe auf.
Über die Brutzeit und die Art des Nestes ist bislang wenig bekannt.

## Gefährdungssituation
Der Bestand gilt als nicht gefährdet (Least Concern).